# Volksparkstadion
O Volksparkstadion, é um estádio alemão de futebol localizado na cidade de Hamburgo e palco das partidas do time alemão do Hamburgo SV.
Foi reinaugurado depois de reconstruções para a Copa do Mundo Fifa de 2006 em 2 de Setembro de 2000, num amistoso entre Alemanha e Grécia. Em Julho de 2001, o Volksparkstadion foi renomeado como AOL Arena, nome comercial substuído em Julho de 2007 por HSH Nordbank Arena. Três anos depois, foi adotado o nome corrente Imtech Arena. Em Janeiro de 2015, o empresário alemão Klaus-Michael Kuhne comprou 7,5% das ações do Hamburgo SV e os naming rights do estádio, que voltou a ostentar seu nome original - Volksparkstadion - pelo menos até 2019.
O "novo Volksparkstadion" foi construído no lugar do antigo Volksparkstadion, sede de jogos da Copa do Mundo de 1974. É um dos estádios alemães considerados "5 estrelas" pela UEFA. Sua capacidade para jogos do Campeonato Alemão de Futebol (Bundesliga) é de 57.000 torcedores. Nos cinco jogos que recebeu durante a Copa do Mundo de 2006, sua capacidade foi reduzida para 50.750 lugares. Em 2010, o estádio recebeu a final da Liga Europa em que o Atlético de Madrid se sagrou campeão ao vencer o Fulham por 2 a 1.
Volksparkstadion possui um relógio que contabiliza, em minutos, o tempo de atuação na Bundesliga pelo Hamburgo. No dia do seu inédito rebaixamento, o relógio foi zerado.

## Jogos da Copa do Mundo de 1974
No antigo Volksparkstadion:
| Data        | Equipe #1          | Placar | Equipe #2          | Grupo   |
| ----------- | ------------------ | ------ | ------------------ | ------- |
| 14 de junho | Alemanha Oriental  | 2 – 0  | Austrália          | Grupo 1 |
| 18 de junho | Alemanha Ocidental | 3 – 0  | Austrália          | Grupo 1 |
| 22 de junho | Alemanha Oriental  | 1 – 0  | Alemanha Ocidental | Grupo 1 |

## Jogos da Copa do Mundo de 2006
| Data        | Equipe #1      | Placar | Equipe #2       | Grupo            |
| ----------- | -------------- | ------ | --------------- | ---------------- |
| 10 de junho | Argentina      | 2 – 1  | Costa do Marfim | Grupo C          |
| 15 de junho | Equador        | 3 – 0  | Costa Rica      | Grupo A          |
| 19 de junho | Arábia Saudita | 0 – 4  | Ucrânia         | Grupo H          |
| 22 de junho | Tchéquia       | 0 – 2  | Itália          | Grupo E          |
| 30 de junho | Itália         | 3 – 0  | Ucrânia         | Quartas-de-final |

## Eurocopa de 2024
O estádio sediou os seguintes jogos da Campeonato Europeu de Futebol de 2024.
| Data        | Hora  | 1ª equipe | Placar        | 2ª equipe     | Fase             | Público |
| ----------- | ----- | --------- | ------------- | ------------- | ---------------- | ------- |
| 16 de junho | 15:00 | Polônia   | 1 – 2         | Países Baixos | Grupo D          | 48.117  |
| 19 de junho | 15:00 | Croácia   | 2 – 2         | Albânia       | Grupo B          | 46.784  |
| 22 de junho | 15:00 | Geórgia   | 1 – 1         | Tchéquia      | Grupo F          | 46.524  |
| 26 de junho | 21:00 | Tchéquia  | 1 – 2         | Turquia       | Grupo F          | 47.683  |
| 5 de julho  | 21:00 | Portugal  | 0 (3) – (5) 0 | França        | Quartas de final | 47.789  |